# Mausoleo de Brickell
El Mausoleo de Brickell (en inglés: Brickell Mausoleum) es un mausoleo histórico ubicado en Miami, Florida. El Mausoleo de Brickell se encuentra inscrito  en el Registro Nacional de Lugares Históricos desde el 4 de enero de 1989. Forma parte del Downtown Miami MRA.

## Ubicación
El Mausoleo de Brickell se encuentra dentro del condado de Miami-Dade en las coordenadas 25°46′05″N 80°11′30″O / 25.768056, -80.191667.